# Бусје ле Роа
Бусје ле Роа (фр. Boucieu-le-Roi) насеље је и општина у источној Француској у региону Рона-Алпи, у департману Ардеш која припада префектури Турнон сир Рон.
По подацима из 2011. године у општини је живело 287 становника, а густина насељености је износила 32,1 становника/km². Општина се простире на површини од 8,94 km². Налази се на средњој надморској висини од 276 метара (максималној 623 m, а минималној 242 m).

## Демографија
| 1962. | 1968. | 1975. | 1982. | 1990. | 1999. | 2011. |
| ----- | ----- | ----- | ----- | ----- | ----- | ----- |
| 357   | 363   | 287   | 256   | 277   | 259   | 287   |

График промене броја становника у току последњих година